# Илья Муромец (фрегат)
«Илья Муромец» — парусно-винтовой трехмачтовый 53-пушечный фрегат Балтийского флота Российского императорского флота.
Первый из двух серийных парусно-винтовых фрегатов, построенных во время Крымской войны — вторым стал фрегат «Громобой». В 1858—1863 годах по чертежам фрегата «Илья Муромец» был построен ещё один фрегат — «Пересвет».

## Строительство
Фрегат был заложен 12 декабря 1853 года в Архангельском адмиралтействе. Строителем фрегата выступил подполковник корпуса корабельных инженеров Ф. Т. Загуляев. «Илья Муромец» был спущен на воду 25 мая 1857 года, после чего переведён из Архангельска в Кронштадт. В Кронштадте была установлена паровая машина и вооружение. После окончательной достройки и отделки, фрегат зачислили в состав Балтийского флота.

## Конструкция
Стандартное водоизмещение 3199 тонн. Длина корпуса между перпендикулярами 64,62 метра, ширина по мидельшпангоуту 15,24 метра. Осадка носом 6,4 метра, кормой 6,7 метра.
Мощность паровой машины достигала 360 номинальных лошадиных сил. Фрегат под парами развивал скорость до 8 узлов, а под парусами, при полном ветре — 12 узлов.

### Вооружение
- На нижнем деке: десять 60-фунтовых пушек № 2 и четыре 30-фунтовых пушки № 1 и шестнадцать № 2
- На палубе: 60-фунтовая пушка № 1 и две 30-фунтовые пушки № 3

## Служба

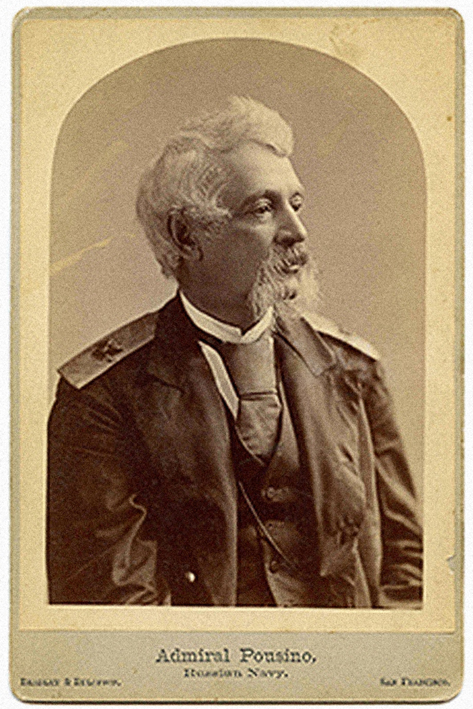
О. П. Пузино

В 1859 году «Илья Муромец» зачислен в состав эскадры Средиземного моря контр-адмирала Ф. Д. Нордмана («Гангут», «Светлана», «Илья Муромец», «Вол», «Медведь» и «Олаф» состоящий при вдовствующей императрице). 2 мая 1860 года на должность командира фрегата назначен  капитан 2-го ранга О. П. Пузино. «Илья Муромец» вернулся в Кронштадт в сентябре 1860 года, а ему на смену отправился фрегат «Ослябя».
В конце 1860 года «Илья Муромец» был зачислен в эскадру Средиземного моря под командованием флигель-адъютанта капитана 1-го ранга И. А. Шестакова (фрегаты «Генерал-Адмирал», «Илья Муромец», «Громобой» и «Олег»). На переходе «Илья Муромец» зашёл в Адриатическое море и посетил ряд западно-европейских портов, в том числе Генуя. Позже, в состав эскадры, вошёл корвет «Сокол», бывший в распоряжении русского посланника в Константинополе.
4 июля 1861 года в Бейруте с «Громобоя» на «Илью Муромца» были переведены 85 человек и 8 человек на «Сокол»; а также порох, ядра и бомбы были переданы на «Генерал-Адмирал». После чего «Громобой» отправился в Кронштадт с моряками ожидающими отпуска и увольнения. Но уже 1 августа «Громобою» было приказано вернуться в Бейрут для соединения с эскадрой. На Балтику отправились «Илья Муромец» и «Сокол». Также в августе, в состав эскадры, вошёл корвет «Ястреб». Когда «Илья Муромец» находился на Гибралтарском рейде, был замечен пожар на французской купеческой шхуне. С фрегата были посланы матросы, которые в течение нескольких часов потушили загоревшийся перевозимый уголь, тем самым спася шхуну. К концу сентября «Илья Муромец» и «Сокол» прибыли в Кронштадт. В начале 1862 года «Илья Муромец» вернулся к сирийским берегам. Эскадра оставалась в Средиземном море до весны 1863 года.
11 сентября 1863 года «Илья Муромец» был исключён из списков Российского императорского флота. После разоружения фрегата, его паровая машина была передана на броненосную батарею «Кремль». Несколько позже корпус был затоплен на Кронштадтском рейде.

## Известные люди, служившие на корабле

### Командиры
- хх.хх.хххх—06.07.1859 — капитан 1-го ранга Аболешев, Павел Нилович
- 06.07.1859—02.05.1860 — капитан-лейтенант Ф. Г. Стааль
- 18.01.1860[4]—02.05.1861 — капитан-лейтенант (с 17.10.1860 капитан 2-го ранга) О. П. Пузино
- с 02.05.1861[5] — капитан-лейтенант Н. А. Беклешов

### Другие должности
- ??.??.1858—??.??.1859 вахтенный начальник лейтенант В. И. Рыков
- ??.??.1858—??.??.1860 ревизор капитан-лейтенант Н. К. Бошняк
- ??.??.1860—??.??.1860 вахтенный начальник капитан-лейтенант Ф. Г. Стааль